# Схрейверс, Сибе
Сибе Схрейверс (нидерл. Siebe Schrijvers; 18 июля 1996, Ломмеле, Бельгия) — бельгийский футболист, нападающий клуба «Ауд-Хеверле Лёвен».

## Клубная карьера
Схрейверс — воспитанник футбольного клуба «Генк». В 16 лет он подписал контракт с клубом, несмотря на интерес «Андерлехта», нидерландского ПСВ и английского «Манчестер Сити».
26 сентября 2012 года в матче Кубка Бельгии против «Юниона», Сибе дебютировал за клуб. Во втором тайме он вышел вместо Йелле Воссена и сразу же отдал голевую передачу на Беннарда Куморзи. 19 мая 2013 года в матче против «Брюгге» Схрейверс дебютировал в Жюпиле лиге. По окончании сезона он стал обладателем Кубка Бельгии. 19 октября 2013 года в поединке против «Льерса» Сибе забил свой первый гол за клуб.
1 января 2016 года Схрейверс был отдан в аренду до конца сезона клубу «Васланд-Беверен». 17 января в матче против «Ауд-Хеверле Лёвен» он дебютировал за новую команду. В этом же поединке Сибе сделал дубль, забив свои первые голы за «Васланд-Беверен». По окончании аренды он вернулся в «Генк».
Летом 2018 года Схрейверс перешёл в «Брюгге». Сумма трансфера составила 3 млн. евро. 29 июля в матче против «Эйпена» он дебютировал за новую команду. 10 августа в поединке против «Кортрейка» Сибе забил свой первый гол за «Брюгге». В начале 2021 года Схрейверс перешёл в «Ауд-Хеверле Лёвен». 17 января в матче против «Сент-Трюйдена» он дебютировал за новую команду. 21 марта в поединке против «Мехелена» Сибе забил свой первый гол за «Ауд-Хеверле Лёвен». 

## Международная карьера
В 2012 году в составе юношеской сборной Бельгии Схрейверс принял участие в юношеском чемпионате Европы в Словении. На турнире он сыграл в матчах против команд Польши, Нидерландов и Словении. В поединке против словенцев Сибе забил гол.
В 2019 году в составе молодёжной сборной Бельгии Схрейверс принял участие в молодёжном чемпионате Европы в Италии и Сан-Марино. На турнире он сыграл в матчах против команд Польши, Испании и Италии.

## Достижения
Командные
 «Генк»
- Обладатель Кубка Бельгии: 2012/13